# Copa Hopman de tennis
La Copa Hopman (en anglès: Hopman Cup), conegut també com a Official ITF Mixed Teams Championship, és un torneig de tennis internacional mixta entre països que es disputa anualment a Austràlia, a principis del mes de gener (a vegades ha començat el desembre). La competició es disputa en el Perth Arena de Perth sobre pista dura interior des del 2013.
Malgrat que està integrat dins el calendari de la Federació Internacional de Tennis, els resultats individuals dels jugadors no comptabilitzen en el càlcul dels rànquings mundials. Els tennistes convidats aprofiten aquest torneig per preparar l'Open d'Austràlia, que es disputa poques setmanes després. El nom del torneig es deu a Harry Hopman, tennista i entrenador australià mort el 1985 i que va dur al seu país a aconseguir 15 Copes Davis entre 1938 i 1969. Des de la seva creació l'any 1989 es va disputar en el recinte Burswood Entertainment Complex de Perth, també sobre pista dura interior, però l'any 2013, per celebrar el 25è aniversari es va traslladar a l'actual Perth Arena.

## Format
A diferència d'altres torneigs de tennis per equips com la Copa Davis o la Copa Federació, reservats a la categoria masculina i femenina respectivament, la Copa Hopman és un campionat on ambdós sexes formen un únic equip representant un país. Els jugadors són invitats a participar per l'organització, i els entrenadors nacionals no tenen cap relació en la formació dels equips.
La competició està formada per vuit equips de vuit estats diferents, composts per dos tennistes, un home i una dona. Els vuit equips són dividits en dos grups de quatre seleccionant prèviament els caps de sèrie per igualar el nivell dels grups. Els equips s'enfronten mitjançant el format round robin. Els dos primers classificats s'enfronten en la final del torneig. Cada enfrontament consisteix en un partit individual masculí, un individual femení i un doble mixt.
En cas de lesionar-se un jugador, aquest pot ser substituït per un altre del seu país de menor rànquing.

## Palmarès
| Any  | Campió              | Finalista           | Resultat            | Membres vencedors                                |
| ---- | ------------------- | ------------------- | ------------------- | ------------------------------------------------ |
| 1989 | Txecoslovàquia      | Austràlia           | 2−0                 | Miloslav Mecir i Helena Sukova                   |
| 1990 | Espanya             | Estats Units        | 2−1                 | Emilio Sánchez Vicario i Arantxa Sánchez Vicario |
| 1991 | RF Iugoslàvia       | Estats Units        | 3−0                 | Goran Prpic i Monica Seles                       |
| 1992 | Suïssa              | Txecoslovàquia      | 2−1                 | Jakob Hlasek i Manuela Maleeva                   |
| 1993 | Alemanya            | Espanya             | 2−0                 | Michael Stich i Steffi Graf                      |
| 1994 | Txèquia             | Alemanya            | 2−1                 | Petr Korda i Jana Novotna                        |
| 1995 | Alemanya (2)        | Ucraïna             | 2−0                 | Boris Becker i Anke Huber                        |
| 1996 | Croàcia             | Suïssa              | 2−1                 | Goran Ivanisevic i Iva Majoli                    |
| 1997 | Estats Units        | Sud-àfrica          | 2−1                 | Justin Gimelstob i Chanda Rubin                  |
| 1998 | Eslovàquia          | França              | 2−1                 | Karol Kucera i Karina Habšudová                  |
| 1999 | Austràlia           | Suècia              | 2−1                 | Mark Philippoussis i Jelena Dokic                |
| 2000 | Sud-àfrica          | Tailàndia           | 3−0                 | Wayne Ferreira i Amanda Coetzer                  |
| 2001 | Suïssa (2)          | Estats Units        | 2−1                 | Roger Federer i Martina Hingis                   |
| 2002 | Espanya (2)         | Estats Units        | 2−1                 | Tommy Robredo i Arantxa Sánchez Vicario          |
| 2003 | Estats Units (2)    | Austràlia           | 3−0                 | James Blake i Serena Williams                    |
| 2004 | Estats Units (3)    | Eslovàquia          | 2−1                 | James Blake i Lindsay Davenport                  |
| 2005 | Eslovàquia (2)      | Argentina           | 3−0                 | Dominik Hrbaty i Daniela Hantuchova              |
| 2006 | Estats Units (4)    | Països Baixos       | 2−1                 | Taylor Dent i Lisa Raymond                       |
| 2007 | Rússia              | Espanya             | 2−0                 | Dmitri Tursúnov i Nàdia Petrova                  |
| 2008 | Estats Units (5)    | Sèrbia              | 2−1                 | Mardy Fish i Serena Williams                     |
| 2009 | Eslovàquia (3)      | Rússia              | 2−0                 | Dominik Hrbatý i Dominika Cibulková              |
| 2010 | Espanya (3)         | Regne Unit          | 2−1                 | Tommy Robredo i María José Martínez Sánchez      |
| 2011 | Estats Units (6)    | Bèlgica             | 2−1                 | John Isner i Bethanie Mattek-Sands               |
| 2012 | Txèquia (2)         | França              | 2−0                 | Tomáš Berdych i Petra Kvitová                    |
| 2013 | Espanya (4)         | Sèrbia              | 2−1                 | Fernando Verdasco i Anabel Medina Garrigues      |
| 2014 | França              | Polònia             | 2−1                 | Jo-Wilfried Tsonga i Alizé Cornet                |
| 2015 | Polònia             | Estats Units        | 2−1                 | Jerzy Janowicz i Agnieszka Radwańska             |
| 2016 | Austràlia (2)       | Ucraïna             | 2−0                 | Nick Kyrgios i Daria Gavrilova                   |
| 2017 | França (2)          | Estats Units        | 2−1                 | Richard Gasquet i Kristina Mladenovic            |
| 2018 | Suïssa (3)          | Alemanya            | 2−1                 | Roger Federer i Belinda Bencic                   |
| 2019 | Suïssa (4)          | Alemanya            | 2−1                 | Roger Federer i Belinda Bencic                   |
| 2020 | Torneig no celebrat | Torneig no celebrat | Torneig no celebrat | Torneig no celebrat                              |
| 2021 | Torneig no celebrat | Torneig no celebrat | Torneig no celebrat | Torneig no celebrat                              |
| 2022 | Torneig no celebrat | Torneig no celebrat | Torneig no celebrat | Torneig no celebrat                              |
| 2023 | Croàcia (2)         | Suïssa              | 2−0                 | Borna Ćorić i Donna Vekić                        |

## Estadístiques
| Països desapareguts |

| Títols         | País          | Finals guanyades                   | Finals perdudes                    | Total |
| -------------- | ------------- | ---------------------------------- | ---------------------------------- | ----- |
| 6              | Estats Units  | 1997, 2003, 2004, 2006, 2008, 2011 | 1990, 1991, 2001, 2002, 2015, 2017 | 11    |
| 4              | Espanya       | 1990, 2002, 2010, 2013             | 1993, 2007                         | 6     |
| 4              | Suïssa        | 1992, 2001, 2018, 2019             | 1996, 2023                         | 6     |
| 3              | Eslovàquia    | 1998, 2005, 2009                   | 2004                               | 4     |
| 2              | Alemanya      | 1993, 1995                         | 1994, 2018, 2019                   | 5     |
| 2              | Austràlia     | 1999, 2016                         | 1989, 2003                         | 4     |
| 2              | Croàcia       | 1996, 2023                         |                                    | 2     |
| 2              | França        | 2014, 2017                         | 1998, 2012                         | 4     |
| 2              | Txèquia       | 1994, 2012                         |                                    | 2     |
| 1              |               |                                    |                                    |       |
| Txecoslovàquia | 1989          | 1992                               | 2                                  |       |
| Sud-àfrica     | 2000          | 1997                               | 2                                  |       |
| Rússia         | 2007          | 2009                               | 2                                  |       |
| Polònia        | 2015          | 2014                               | 2                                  |       |
| RF Iugoslàvia  | 1991          |                                    | 1                                  |       |
| 0              | Sèrbia        |                                    | 2008, 2013                         | 2     |
| 0              | Ucraïna       |                                    | 1995, 2016                         | 2     |
| 0              | Suècia        |                                    | 1999                               | 1     |
| 0              | Tailàndia     |                                    | 2000                               | 1     |
| 0              | Argentina     |                                    | 2005                               | 1     |
| 0              | Països Baixos |                                    | 2006                               | 1     |
| 0              | Regne Unit    |                                    | 2010                               | 1     |
| 0              | Bèlgica       |                                    | 2011                               | 1     |

### Resultats per equip i any
| Equip                                              | 1989       | 1990       | 1991       | 1992       | 1993        | 1994        | 1995        | 1996        | 1997        | 1998        | 1999        | 2000        | 2001        | 2002        | 2003        | 2004        | 2005        | 2006        | 2007        | 2008        | 2009        | 2010        | Total   |
| -------------------------------------------------- | ---------- | ---------- | ---------- | ---------- | ----------- | ----------- | ----------- | ----------- | ----------- | ----------- | ----------- | ----------- | ----------- | ----------- | ----------- | ----------- | ----------- | ----------- | ----------- | ----------- | ----------- | ----------- | ------- |
| Alemanya                                           | SF         | -          | 1R         | SF         | G           | F           | G           | RR          | RR          | RR          | -           | -           | -           | -           | -           | -           | RR          | RR          | -           | -           | RR          | RR          | 13 (18) |
| Argentina                                          | -          | -          | -          | -          | -           | -           | 1R          | -           | -           | -           | -           | -           | -           | RR          | -           | -           | F           | RR          | -           | -           | -           | -           | 4 (4)   |
| Austràlia                                          | F          | SF         | QF         | 1R         | QF          | SF          | QF          | RR          | RR          | RR          | G           | RR          | RR          | RR          | F           | RR          | RR          | RR          | RR          | RR          | RR          | RR          | 22 (31) |
| Àustria                                            | -          | QF         | -          | -          | 1R          | SF          | QF          | -           | -           | -           | -           | RR          | -           | -           | -           | -           | -           | -           | -           | -           | -           | -           | 5 (5)   |
| Bèlgica                                            | -          | -          | -          | -          | -           | -           | -           | -           | -           | -           | -           | RR          | RR          | RR          | RR          | RR          | -           | -           | -           | -           | -           | -           | 5 (8)   |
| Canadà                                             | -          | -          | -          | -          | -           | -           | -           | -           | -           | -           | -           | -           | -           | -           | -           | Q           | -           | -           | -           | -           | -           | -           | 1 (4)   |
| Croàcia                                            | Integrat a | Integrat a | Integrat a | Integrat a | -           | -           | -           | G           | RR          | -           | -           | -           | -           | -           | -           | -           | -           | -           | RR          | -           | -           | -           | 3 (4)   |
| Eslovàquia                                         | Integrat a | Integrat a | Integrat a | Integrat a | -           | -           | -           | -           | -           | G           | RR          | RR          | RR          | -           | RR          | F           | G           | -           | -           | -           | G           | -           | 8 (8)   |
| Espanya                                            | -          | G          | QF         | SF         | F           | QF          | QF          | -           | -           | RR          | RR          | -           | -           | G           | RR          | -           | -           | -           | F           | -           | -           | G           | 12 (18) |
| Estats Units                                       | -          | F          | F          | QF         | QF          | QF          | QF          | RR          | G           | RR          | RR          | RR          | F           | F           | G           | G           | RR          | G           | RR          | G           | RR          | RR          | 21 (30) |
| França                                             | RR         | QF         | SF         | QF         | SF          | QF          | SF          | RR          | RR          | F           | RR          | -           | -           | RR          | -           | RR          | -           | -           | RR          | -           | -           | -           | 14 (23) |
| Grècia                                             | -          | -          | -          | -          | -           | -           | -           | -           | -           | -           | -           | -           | -           | Q           | -           | -           | -           | -           | -           | -           | -           | -           | 1 (2)   |
| Hongria                                            | -          | -          | -          | -          | -           | -           | -           | -           | -           | -           | -           | -           | -           | -           | -           | RR          | -           | -           | -           | -           | -           | -           | 1 (1)   |
| Índia                                              | -          | -          | -          | -          | -           | -           | -           | -           | -           | -           | -           | -           | -           | -           | -           | -           | -           | -           | RR          | RR          | -           | -           | 2 (2)   |
| Israel                                             | -          | -          | -          | -          | 1R          | -           | -           | -           | -           | -           | -           | -           | -           | -           | -           | -           | -           | -           | -           | -           | -           | -           | 1 (1)   |
| Itàlia                                             | -          | QF         | 1R         | -          | -           | -           | -           | -           | -           | -           | -           | -           | -           | RR          | RR          | -           | RR          | -           | -           | -           | RR          | -           | 6 (10)  |
| Iugoslàvia                                         | 1R         | 1R         | G          | -          | Desaparegut | Desaparegut | Desaparegut | Desaparegut | Desaparegut | Desaparegut | Desaparegut | Desaparegut | Desaparegut | Desaparegut | Desaparegut | Desaparegut | Desaparegut | Desaparegut | Desaparegut | Desaparegut | Desaparegut | Desaparegut | 3 (3)   |
| Japó                                               | 1R         | -          | -          | 1R         | 1R          | -           | -           | -           | -           | -           | -           | Q           | Q           |             | -           | -           | -           | -           | -           | -           | -           | -           | 5 (6)   |
| Kazakhstan                                         | Integrat a | Integrat a | Integrat a | Integrat a | -           | -           | -           | -           | -           | -           | -           | -           | -           | -           | -           | -           | -           | -           | -           | -           | -           | RR          | 1 (1)   |
| Nova Zelanda                                       | -          | 1R         | -          | -          | -           | -           | -           | -           | -           | -           | -           | -           | -           | -           | -           | -           | -           | -           | -           | -           | -           | -           | 1 (1)   |
| Països Baixos                                      | -          | 1R         | 1R         | QF         | -           | 1R          | 1R          | RR          | -           | -           | -           | -           | -           | -           | -           | -           | RR          | F           | -           | -           | -           | -           | 8 (8)   |
| Paraguai                                           | -          | -          | -          | -          | -           | -           | -           | -           | -           | -           | -           | -           | -           | -           | Q           | -           | -           | -           | -           | -           | -           | -           | 1 (1)   |
| Regne Unit                                         | 1R         | -          | 1R         | 1R         | -           | -           | -           | -           | -           | -           | -           | -           | -           | -           | -           | -           | -           | -           | -           | -           | -           | F           | 3 (7)   |
| Romania                                            | -          | -          | -          | -          | -           | -           | -           | -           | RR          | LQ          | -           | -           | -           | -           | -           | -           | -           | -           | -           | -           | -           | RR          | 3 (3)   |
| Rússia                                             | Integrat a | Integrat a | Integrat a | Integrat a | -           | -           | -           | -           | -           | -           | -           | -           | RR          | -           | -           | RR          | RR          | RR          | G           | -           | F           | RR          | 7 (8)   |
| Sèrbia                                             | Integrat a | Integrat a | Integrat a | Integrat a | Integrat a  | Integrat a  | Integrat a  | Integrat a  | Integrat a  | Integrat a  | Integrat a  | Integrat a  | Integrat a  | Integrat a  | Integrat a  | Integrat a  | Integrat a  | Integrat a  | -           | F           | -           | -           | 1 (3)   |
| Sèrbia i Montenegro                                | Integrat a | Integrat a | Integrat a | Integrat a | -           | -           | -           | -           | -           | -           | -           | -           | -           | -           | -           | -           | -           | RR          | Desaparegut | Desaparegut | Desaparegut | Desaparegut | 1 (1)   |
| / Sud-àfrica                                       | -          | -          | -          | -          | 1R          | 1R          | 1R          | RR          | F           | RR          | RR          | G           | RR          | -           | -           | -           | -           | -           | -           | -           | -           | -           | 9 (10)  |
| Suècia                                             | SF         | 1R         | -          | 1R         | -           | 1R          | 1R          | -           | -           | RR          | F           | RR          | -           | -           | -           | -           | -           | RR          | -           | -           | -           | -           | 9 (9)   |
| Suïssa                                             | -          | -          | SF         | G          | QF          | QF          | -           | F           | RR          | -           | RR          | -           | G           | RR          | -           | -           | -           | -           | -           | -           | -           | -           | 9 (13)  |
| Tailàndia                                          | -          | -          | -          | -          | -           | -           | -           | -           | -           | -           | -           | F           | RR          | -           | -           | -           | -           | -           | -           | -           | -           | -           | 2 (2)   |
| Txèquia                                            | Integrat a | Integrat a | Integrat a | Integrat a | SF          | G           | SF          | -           | -           | -           | -           | -           | -           | -           | RR          | RR          | -           | -           | RR          | RR          | -           | -           | 7 (11)  |
| Txecoslovàquia                                     | G          | SF         | QF         | F          | Desaparegut | Desaparegut | Desaparegut | Desaparegut | Desaparegut | Desaparegut | Desaparegut | Desaparegut | Desaparegut | Desaparegut | Desaparegut | Desaparegut | Desaparegut | Desaparegut | Desaparegut | Desaparegut | Desaparegut | Desaparegut | 4 (4)   |
| Ucraïna                                            | Integrat a | Integrat a | Integrat a | Integrat a | QF          | 1R          | F           | -           | -           | -           | -           | -           | -           | -           | -           | -           | -           | -           | -           | -           | -           | -           | 3 (4)   |
| Unió Soviètica / · Comunitat d'Estats Independents | -          | QF         | QF         | QF         | Desaparegut | Desaparegut | Desaparegut | Desaparegut | Desaparegut | Desaparegut | Desaparegut | Desaparegut | Desaparegut | Desaparegut | Desaparegut | Desaparegut | Desaparegut | Desaparegut | Desaparegut | Desaparegut | Desaparegut | Desaparegut | 3 (3)   |
| Uzbekistan                                         | Integrat a | Integrat a | Integrat a | Integrat a | -           | -           | -           | -           | -           | -           | -           | -           | -           | -           | RR          | -           | -           | -           | -           | -           | -           | -           | 1 (1)   |
| R.P. de la Xina                                    | -          | -          | -          | -          | -           | -           | -           | -           | -           | -           | -           | -           | -           | -           | -           | -           | -           | Q           | -           | -           | -           | -           | 1 (2)   |
| República de la Xina                               | -          | -          | -          | -          | -           | -           | -           | -           | -           | -           | -           | -           | -           | -           | -           | -           | -           | -           | -           | RR          | RR          | -           | 2 (2)   |
| Zimbàbue                                           | -          | -          | -          | -          | -           | -           | -           | -           | -           | -           | Q           | -           | -           | -           | -           | -           | Q           | -           | -           | -           | -           | -           | 2 (2)   |
| Total                                              | 8          | 12         | 12         | 12         | 12          | 12          | 12          | 8           | 8           | 8           | 8           | 8           | 8           | 8           | 8           | 8           | 8           | 8           | 8           | 8           | 8           | 8           |         |

| Equip           | 2011 | 2012 | 2013 | 2014 | 2015 | 2016 | 2017 | 2018 | 2019 | 2023 | Total  |
| --------------- | ---- | ---- | ---- | ---- | ---- | ---- | ---- | ---- | ---- | ---- | ------ |
| Alemanya        | -    | -    | RR   | -    | -    | RR   | RR   | F    | F    | -    | 5 (18) |
| Austràlia       | RR   | RR   | RR   | RR   | RR   | G    | RR   | RR   | RR   | -    | 9 (31) |
| Austràlia       | RR   | RR   | RR   | RR   | RR   | RR   | RR   | RR   | RR   | -    | 9 (31) |
| Bèlgica         | F    | -    | -    | -    | -    | -    | -    | RR   | -    | RR   | 3 (8)  |
| Bulgària        | -    | RR   | -    | -    | -    | -    | -    | -    | -    | -    | 1 (1)  |
| Canadà          | -    | -    | -    | RR   | RR   | -    | -    | RR   | -    | -    | 3 (4)  |
| Croàcia         | -    | -    | -    | -    | -    | -    | -    | -    | -    | G    | 1 (4)  |
| Dinamarca       | -    | RR   | -    | -    | -    | -    | -    | -    | -    | RR   | 2 (2)  |
| Espanya         | -    | RR   | G    | RR   | -    | -    | RR   | -    | RR   | RR   | 6 (18) |
| Estats Units    | G    | RR   | RR   | RR   | F    | RR   | F    | RR   | RR   | -    | 9 (30) |
| França          | RR   | F    | RR   | G    | RR   | RR   | G    | -    | RR   | RR   | 9 (23) |
| Grècia          | -    | -    | -    | -    | -    | -    | -    | -    | RR   | -    | 1 (2)  |
| Itàlia          | RR   | -    | RR   | RR   | RR   | -    | -    | -    | -    | -    | 4 (10) |
| Japó            | -    | -    | -    | -    | -    | -    | -    | RR   | -    | -    | 1 (6)  |
| Kazakhstan      | RR   | -    | -    | -    | -    | -    | -    | -    | -    | -    | 1 (1)  |
| Polònia         | -    | -    | -    | F    | G    | -    | -    | -    | -    | -    | 2 (2)  |
| Regne Unit      | RR   | -    | -    | -    | RR   | RR   | RR   | -    | RR   | -    | 5 (8)  |
| Rússia          | -    | -    | -    | -    | -    | -    | -    | RR   | -    | -    | 1 (8)  |
| Sèrbia          | RR   | -    | F    | -    | -    | -    | -    | -    | -    | -    | 2 (3)  |
| Sud-àfrica      | -    | -    | RR   | -    | -    | -    | -    | -    | -    | -    | 1 (10) |
| Suïssa          | -    | -    | -    | -    | -    | -    | RR   | G    | G    | F    | 4 (13) |
| Txèquia         | -    | G    | -    | RR   | RR   | -    | RR   | RR   | -    | -    | 5 (12) |
| Ucraïna         | -    | -    | -    | -    | -    | F    | -    | -    | -    | -    | 1 (4)  |
| R.P. de la Xina | -    | RR   | -    | -    | -    | -    | -    | -    | -    | -    | 1 (2)  |
| Total           | 8    | 8    | 8    | 8    | 8    | 8    | 8    | 8    | 8    | 6    |        |